# バハマ諸島
バハマ諸島（バハマしょとう）は、フロリダ半島の東から南東、大アンティル諸島の北側に位置する、北大西洋上の島々。西インド諸島の一部。
大部分をバハマが占める。南東部のタークス・カイコス諸島はイギリスの海外領土である。

## 地理

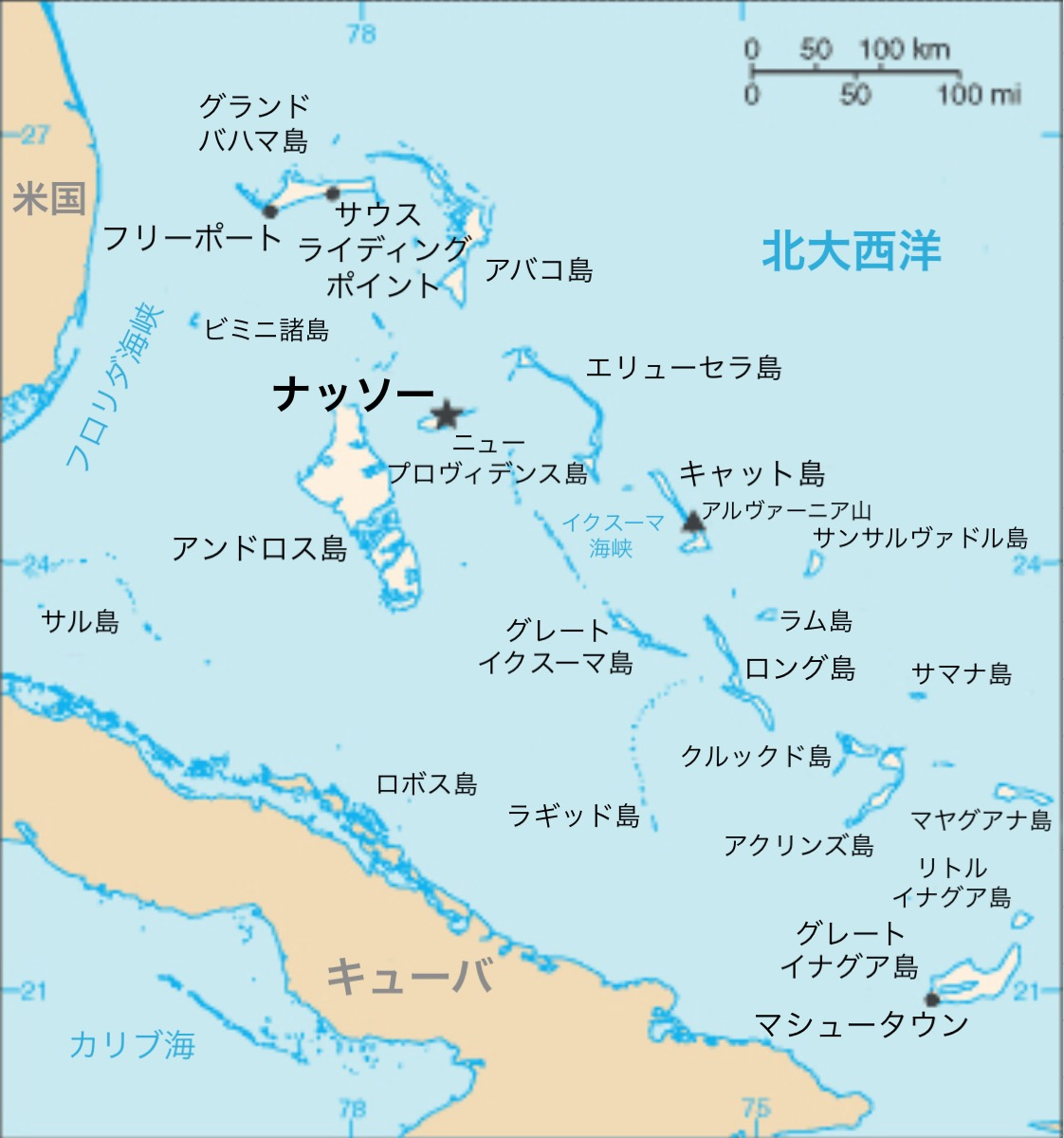
バハマの地図 （タークス・カイコス諸島は示されていない）

ニュー・プロビデンス島にはバハマの首都のナッソーがあり、バハマの中心になっている。

### 島々
- グランド・バハマ島
- ビミニ諸島
- リトル・アバコ島
- グレート・アバコ島
- アバコ島
- ベリー諸島
- ニュー・プロビデンス島
- アンドロス島
- エルーセラ島
- キャット島
- エグズーマ諸島
- ロング島
- ラム島
- サン・サルバドル島
- サマナ島
- クルックド島
- ラグド列島
- アクリンズ島
- マヤガナ島
- イナグア島
- ダブル・ヘディッド・ショット諸島
- カイコス諸島
  - プロビデンシアレス島
- タークス諸島
  - グランドターク島

## 歴史
1492年にクリストファー・コロンブスがサン・サルバドル島に上陸。北アメリカ大陸を発見した。詳しいバハマの歴史については、「バハマ」を参照。